# Cathédrale de la Sainte-Intercession à Zaporijjia
Pour les articles homonymes, voir Cathédrale de l'Intercession.
La cathédrale de la Sainte-Intercession (en ukrainien : Свято-Покровський кафедральний собор) est un édifice religieux orthodoxe situé dans la ville de Zaporijjia en Ukraine. Elle est le siège du diocèse de Zaporijjia de l'Église orthodoxe ukrainienne suivant le patriarcat de Moscou.

## Situation géographique
La cathédrale s'élève dans le quartier d'd'Oleksandrivsky et est bordée sur son côté nord-est par la perspective à laquelle elle donne son nom. Une petite place est située devant l'édifice au nord.

## Origine de l'édifice
En 1778, une première église est construite sur le site de l'actuelle cathédrale. Bâtie principalement en bois, elle se révèle fragile et est donc remplacée par la cathédrale de la Sainte-Intercession, consacrée le 5 mai 1886. Celle-ci est détruite en 1934 sur ordre des autorités soviétiques dans le cadre des mesures de la politique antireligieuse.

## Histoire de la cathédrale
Après l'indépendance de l'Ukraine, les autorités de la ville décident en 1993 de faire reconstruire à l'identique la cathédrale détruite par les autorités soviétiques. L'équipe chargée des travaux, dirigée par l'architecte Dmytro Romanov, effectue des recherches dans les archives de Moscou et découvre dans le fonds du synode de Saint-Pétersbourg des photos de la cathédrale datant d'avant 1917.
Après quatorze ans de travaux, la cathédrale de la Sainte-Intercession est consacrée le 17 octobre 2007.